# Brome (Quebec)
Brome (AFI: /bᴚom /) es un municipio de pueblo perteneciente a la provincia de Quebec en Canadá. Está ubicado en el municipio regional de condado (MRC) de Brome-Missisquoi en la región de Montérégie-Est.

## Geografía
Brome se encuentra algunos kilómetros al este de Cowansville. Limita al norte, este y oeste con Lac-Brome, al noreste con Bolton-Ouest y al sur con Sutton. Su superficie total es de 11,51 km², de los cuales 11,48 km² son tierra firme y 0,03 km² en agua.

## Urbanismo
El pueblo de Brome se encuentra al cruce del chemin Valley y del chemin Stagecoach. Al sur, el chemin Valley (carretera regional  QC 215  sur) va hacia Sutton. La carretera regional  QC 215  norte) se dirige hacia Waterloo. La ciclovía Route verte 4 atraviesa el pueblo del norte al sur.

## Historia
El cantón de Brome, recordando el pueblo de Brome en el condado de Suffolk en Inglaterra, fue instituido en 1797. La oficina de correos de Brome abrió en 1831. El municipio de pueblo de Brome fue instituido en 1923 por separación del municipio de cantón de Brome, ahora Lac-Brome.

## Política
El consejo municipal se compone del alcalde y de seis consejeros sin división territorial. El alcalde actual (2015) es Leon Thomas Selby.
|            | 2005-2009                                                                          | 2009-2013 | 2013-2017                                                                               |
| Alcalde    | Leon Thomas Selby                                                                  | Leon Thomas Selby | Leon Thomas Selby                                                                       |
| Consejeros | Michael Allnutt Albert Chesbro Ian Bryson Patricia Panasuk Brian Patch Larry Royea | Anthony Allen** Michael Allnutt Jonathan Beauregard* Lionel Foster William Miller** Patricia Panasuk Brian Patch* Larry Royea | Anthony Allen Michael Allnutt Lionel Foster William Miller Patricia Panasuk Larry Royea |

 * Consejero al inicio del termo pero no al fin.  ** Consejero al fin del termo pero no al inicio. 
A nivel supralocal, Brome forma parte del MRC de Brome-Missisquoi. El territorio del municipio está ubicado en la circunscripción electoral de  Brome-Missisquoi a nivel provincial y de  Brome-Missisquoi también a nivel federal.

## Demografía
Según el censo de Canadá de 2011, Brome contaba con 271 habitantes. La densidad de población estaba de 22,6 hab./km². Entre 2006 y 2011 hubo una disminución de 7 habitantes (2,5 %). En 2011, el número total de inmuebles particulares era de 135, de los cuales 109 estaban ocupados por residentes habituales, otros siendo desocupados o residencias secundarias.
Evolución de la población total, 1991-2015

## Economía
La economía local es agrícola. Una de las más importantes exposiciones agrícolas de Quebec tiene lugar en Brome.